# Cimetière israélite de la Colonie n°1

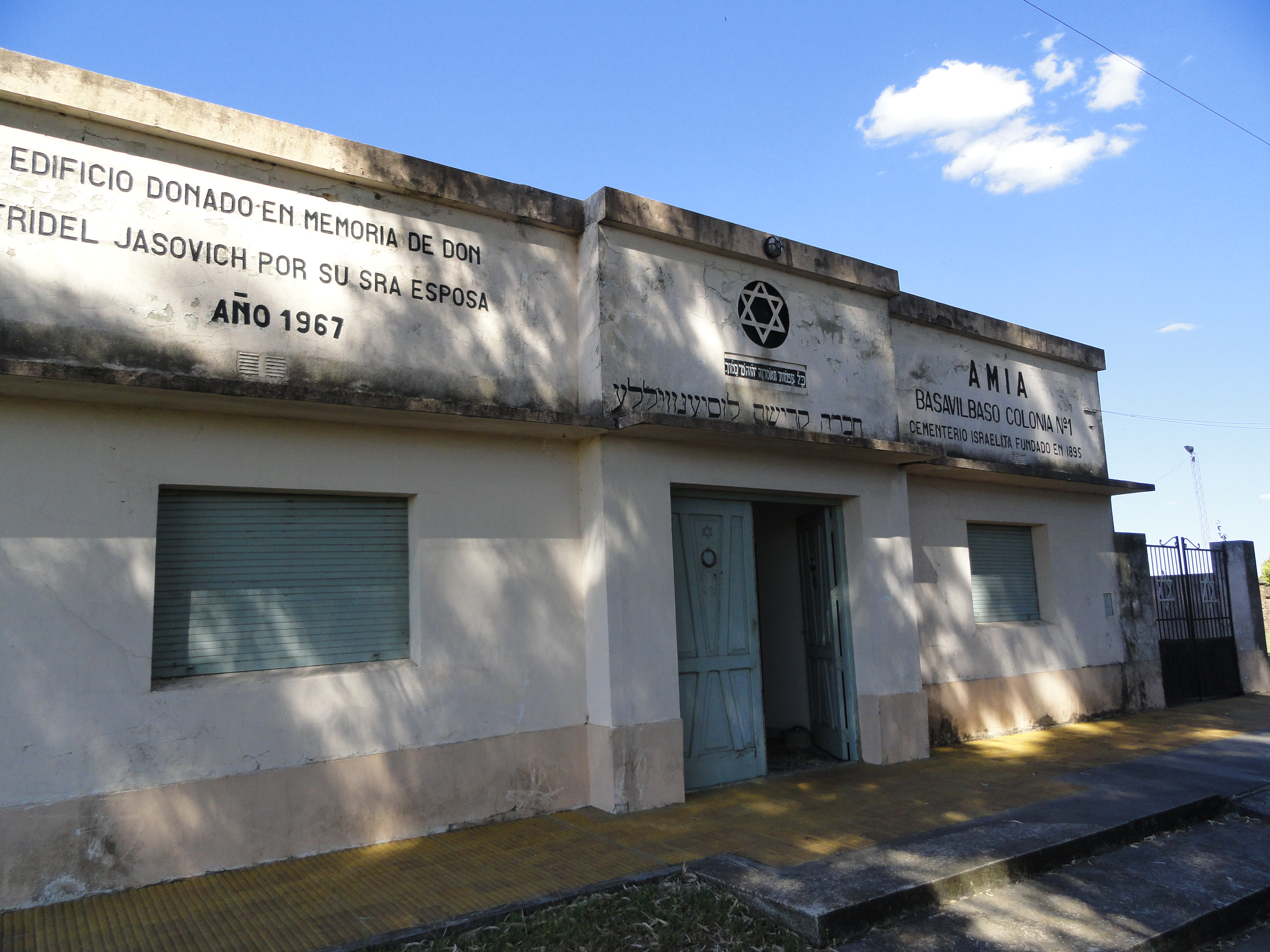
Entrée du cimetière

Le cimetière israélite de la Colonie n°1, en espagnol : Cementerio israelita de la Colonia n°1 est un cimetière situé à la périphérie de la ville de Basavilbaso, destiné initialement aux défunts du hameau de Novibuco 1 de la colonie juive de Lucienville, située dans la province d'Entre Ríos en Argentine. Par la suite, il servira de lieu d'inhumation de tous les habitants juifs de Lucienville, ainsi que de ses environs. 
Lucienville fait partie des colonies juives fondées en Argentine à la fin du XIXe siècle et au début du XXe siècle par le baron Maurice de Hirsch dans le but de sauver les Juifs de l'Empire russe.
Le cimetière est actuellement géré par l'AMIA (Asociation Mutual Israelita Argentina). Il fait partie du circuit touristique des colonies juives.

## Description
Le cimetière est créé en 1895, un an après l'installation de Novibuco 1 et s'étend sur huit hectares. Il compte actuellement environ 2 000 tombes. 
Le terrain est donné à la communauté par Fridel et Paula Jasovitch, un couple sans enfant. Le bâtiment qui sert d'entrée du cimetière est construit en 1967, et est un don de Fridel Jasovitch à la mémoire de son épouse Paula. Le bâtiment contient une pièce pour la Hevra kaddisha, pour la préparation du corps des défunts.  

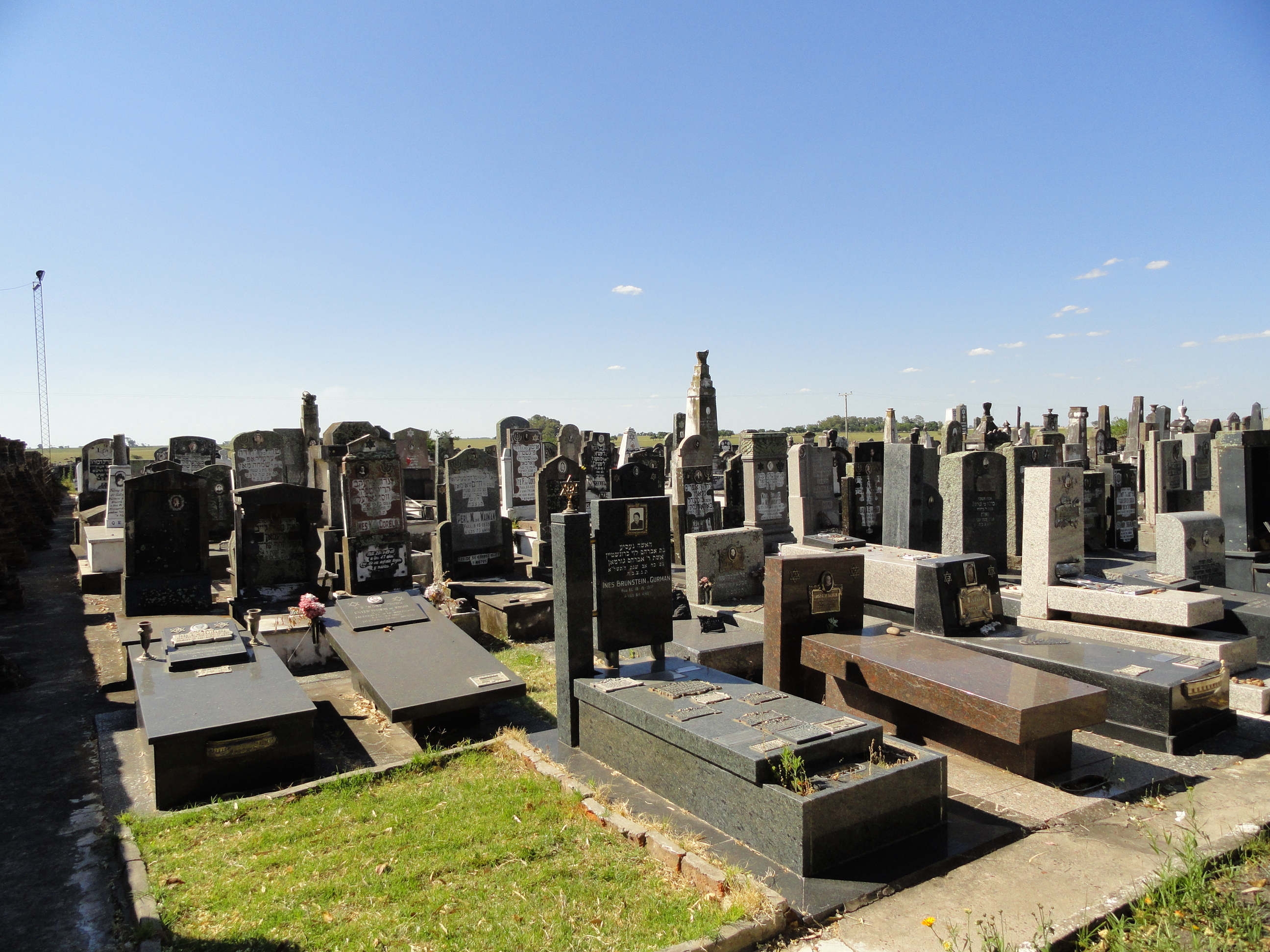
Vue du secteur des femmes

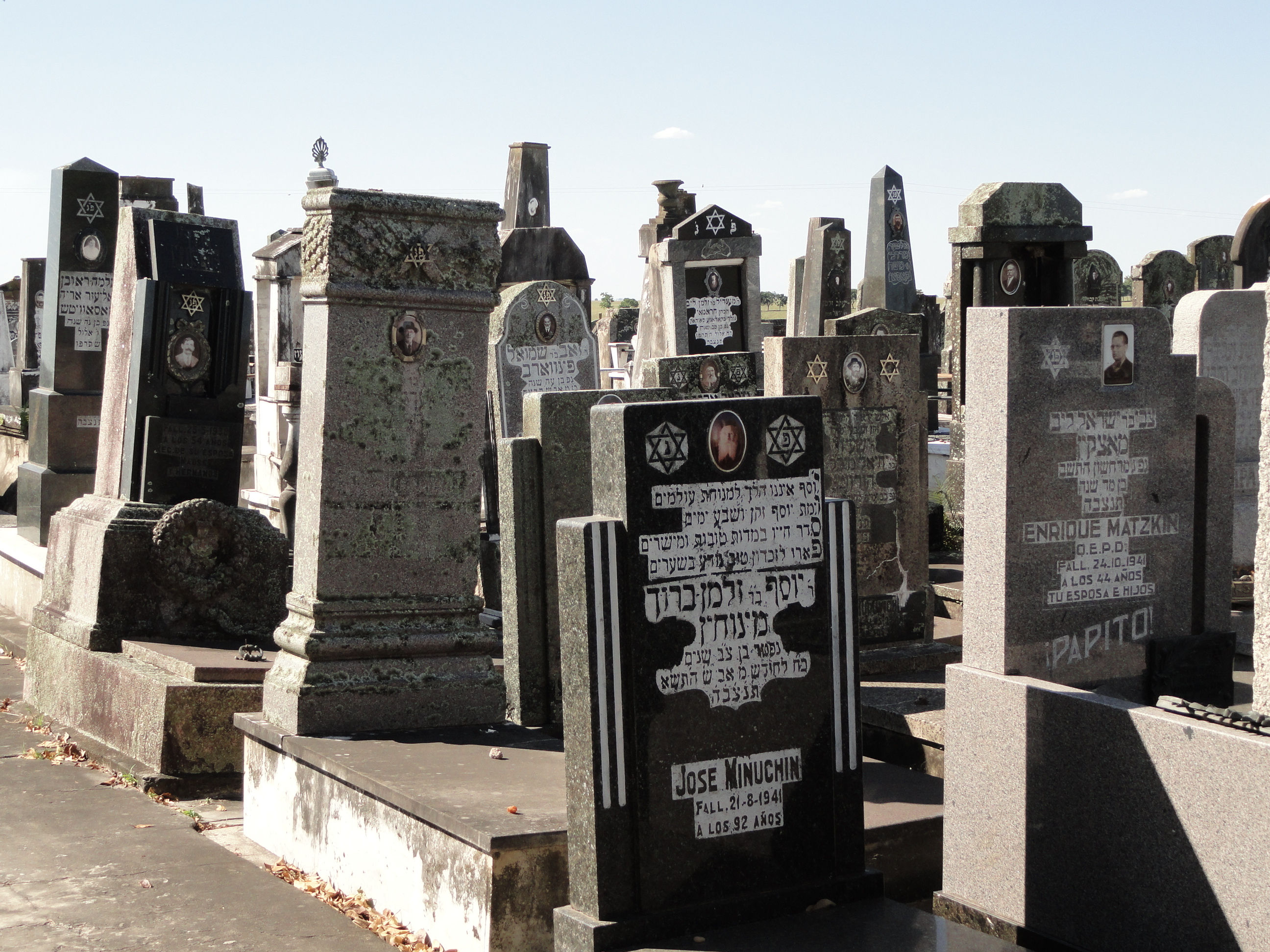
Vue du secteur des hommes

Sur l'allée centrale située devant l'entrée, est érigé un mémorial constitué d'une colonne parallélépipédique en granit noir, à la mémoire des six millions de Juifs assassinés pendant la Shoah et aux morts des guerres d'Israël, sur lequel est gravé : En memoria de nuestros 6 millones de hermanos sacrificados en la última guerra en aras de su santo nombre y por el resurgimiento de Eretz Israel (À la mémoire de nos 6 millions de frères tués lors de la dernière guerre au nom de son saint nom et pour la renaissance d'Eretz Israël).
La partie ancienne du cimetière, située à gauche de l'entrée, est divisée en trois secteurs, un pour les femmes, un pour les hommes et un pour les enfants, si bien que pour un couple marié, l'homme et la femme ne sont pas enterrés dans le même secteur. En plus de ces trois secteurs, un petit bout de terrain un peu à l'écart est réservé pour les suicidés, mais celui-ci n'est plus utilisé à partir des années 1940, car les suicidés sont désormais considérés comme des malades et enterrés avec les autres morts.  

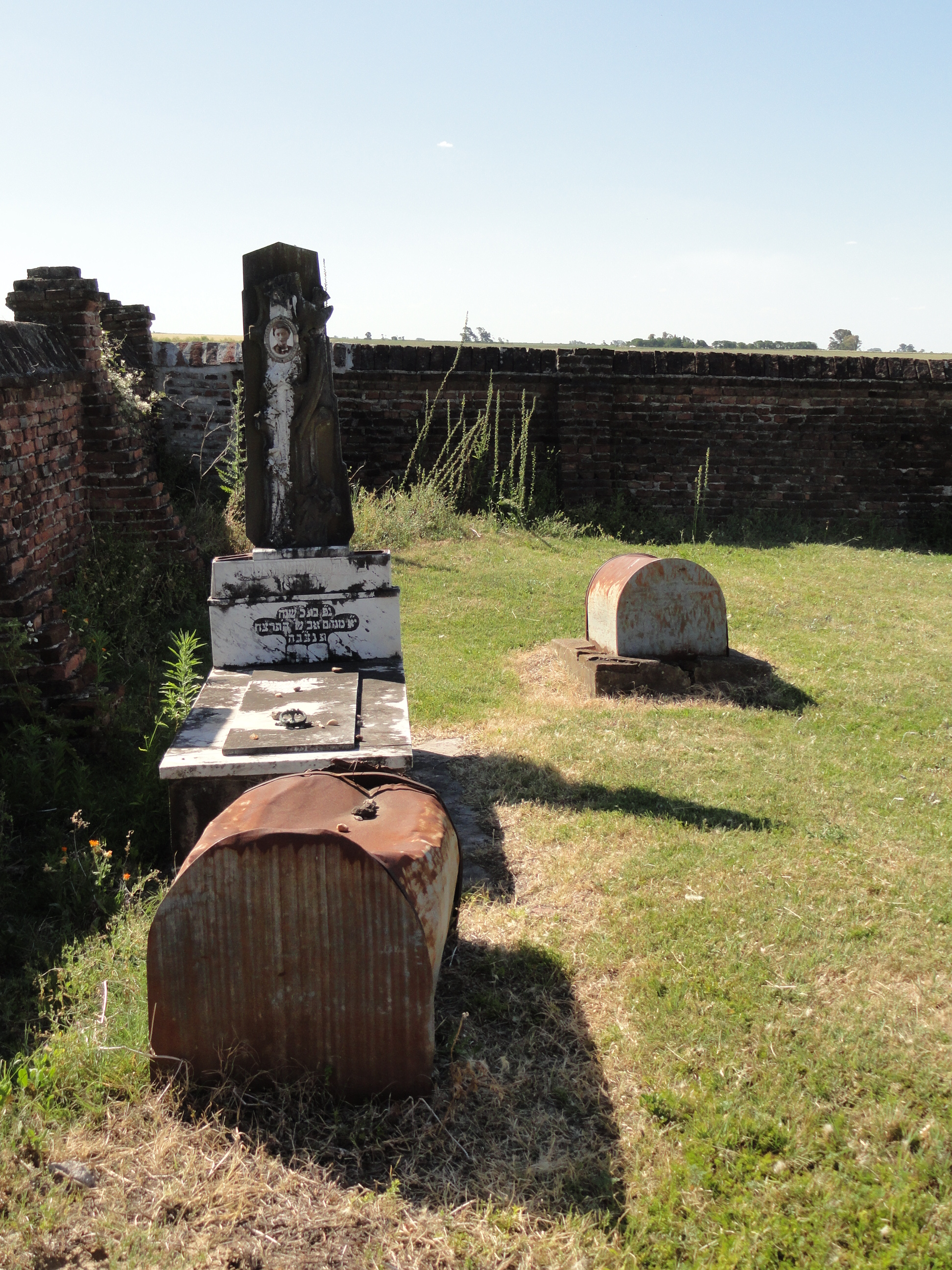
Les premières tombes formées de fûts en acier

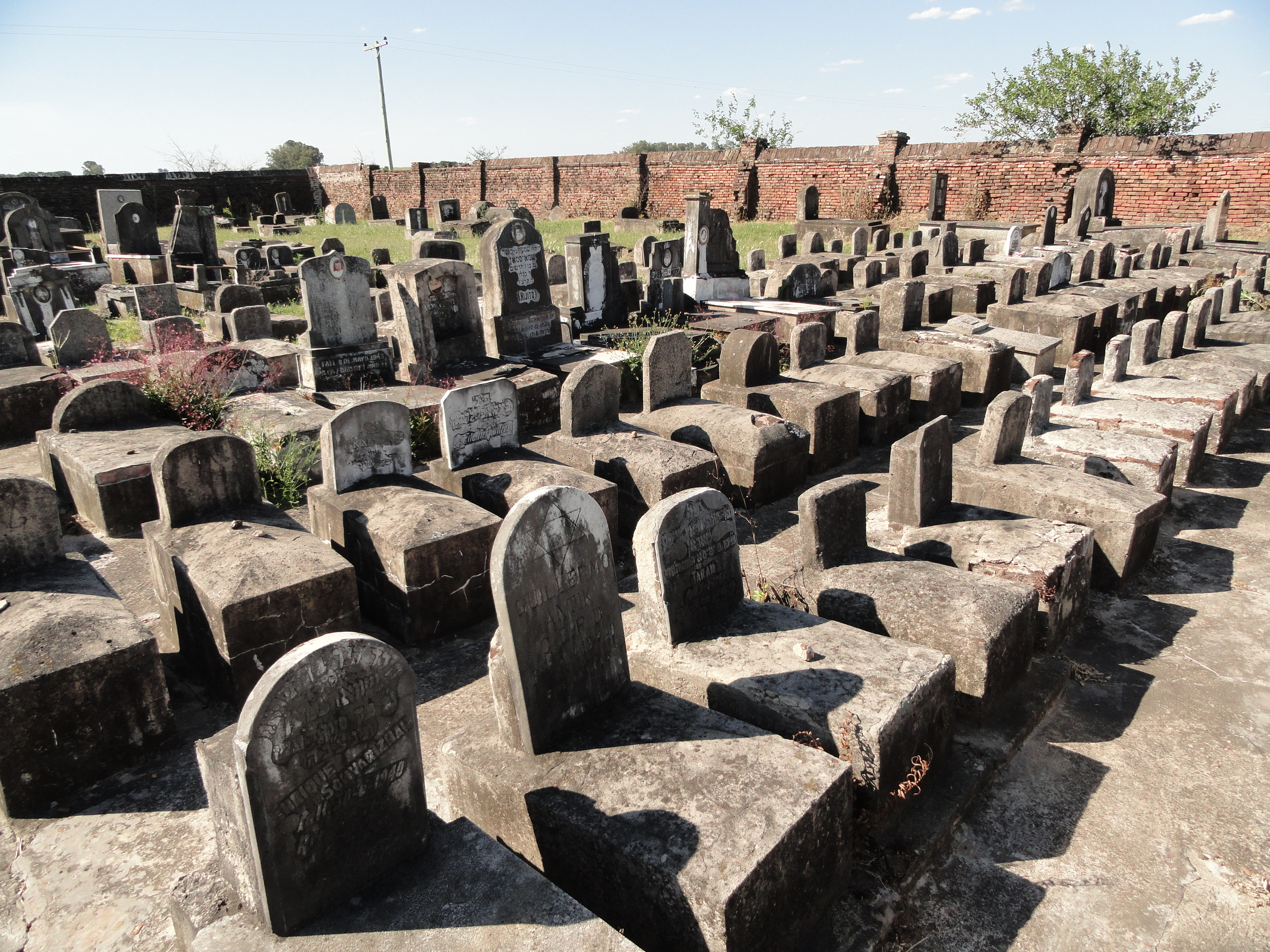
Vue du secteur des enfants, dont beaucoup moururent de la fièvre typhoïde dans les années 1930

Sur une des rangées du secteur des femmes, les tombes portent la mention en hébreu Betula, qui signifie vierge.

Cette sectorisation n'est plus actuellement pratiquée pour la partie récente du cimetière, à droite de l'entrée.

Toutes les tombes sont orientées vers le nord-est, dans la direction de Jérusalem et en contradiction avec les préceptes religieux de la religion juive, la photo du défunt est apposée sur la grande majorité des tombes. 
Les noms avec la date du décès, sont gravés sur les tombes en hébreu et quelquefois en espagnol. Les premières tombes situées à l'extrémité nord-est du cimetière étaient formées de fûts en acier galvanisé en forme d'urne, avec une inscription sur la section plate. Quelques-unes sont encore visibles. 
La forme des tombes va évoluer avec le temps et surtout avec la position sociale et la richesse du défunt. On trouve de simples pierres plates pour les paysans jusqu'à des tombes cossues en granit ou marbre noir ou gris, avec différents ornements, pour la bourgeoisie juive locale. 
Dans le secteur des enfants, toute une série de petites pierres tombales, rappelle que de nombreux enfants sont morts d'une épidémie de fièvre typhoïde dans les années 1930. Les tombes sans nom sont celles des enfants non encore nommés, décédés avant la Brit milah pour les garçons.

## Tombes remarquables

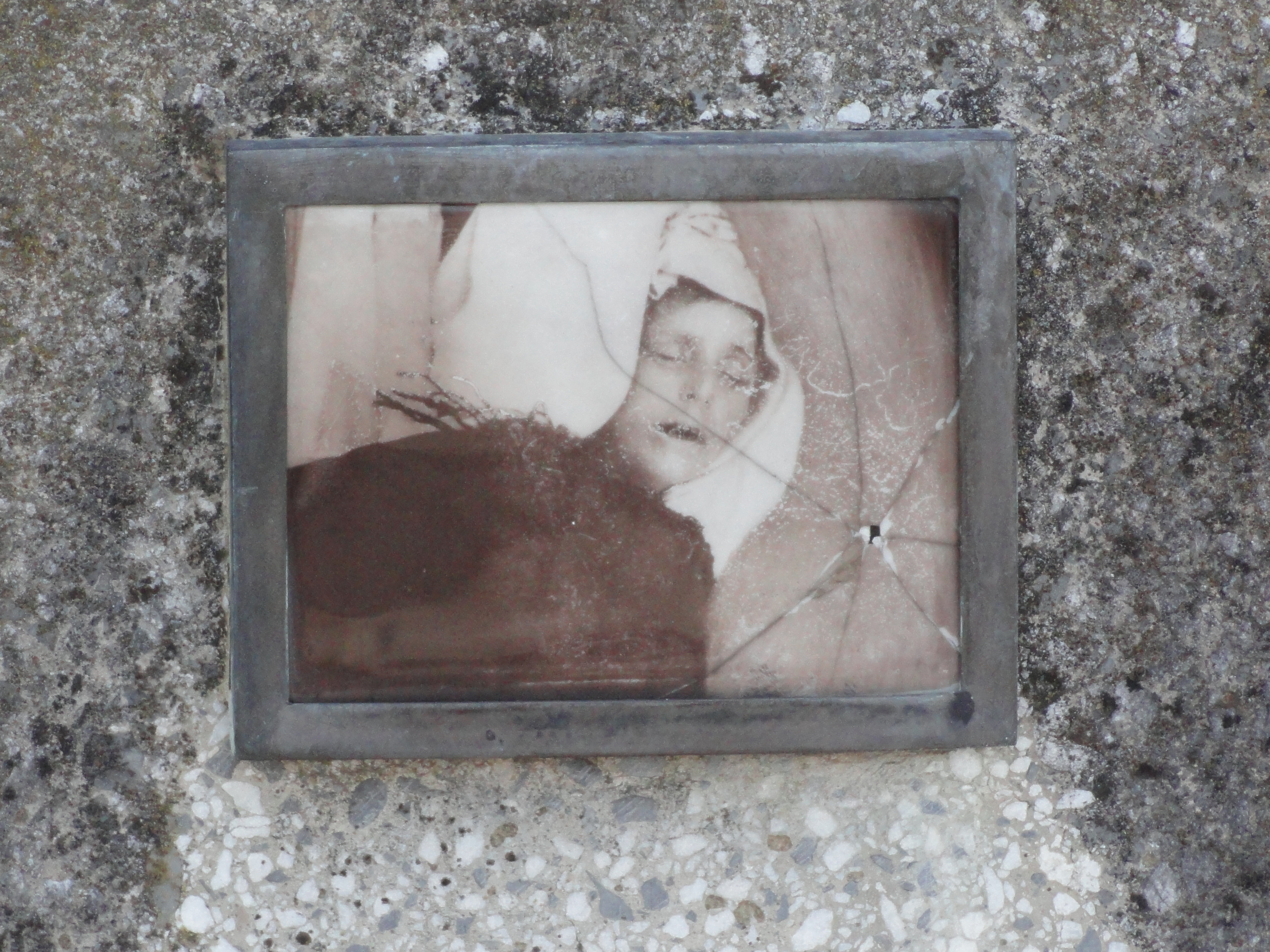
Photo de la défunte prise sur son lit de mort

Dans tout le cimetière, il n'existe qu'une seule tombe collective, celle de la famille de Jacobo Arcuschin. Les six membres ont été assassinés en 1919 par un peon que Jacobo avait licencié en raison de difficultés financières. Seule une nièce qui habitait avec la famille réussit à se cacher et a pu par la suite confondre le meurtrier. Sur la pierre tombale est inscrit en hébreu: Arrêtez-vous, que tout passant/visiteur s'arrête, les voleurs la nuit ont brisé leurs fenêtres, et ce qui s'est passé après, un meurtrier a tué toute la famille Matzkin-Arcuschin. 
La tombe du sergent adjoint Jacobo Roskin, mort le 6 novembre 1945, est la seule tombe surmontée d'un buste en bronze. Roskin est représenté en tenue militaire, avec l'uniforme prussien de l'armée argentine. À l'époque il était très rare pour un Juif de faire carrière dans l'armée.
Sur une des tombes les plus anciennes, datant de 1917, la photo de la défunte a été prise sur son lit de mort.

## Galerie

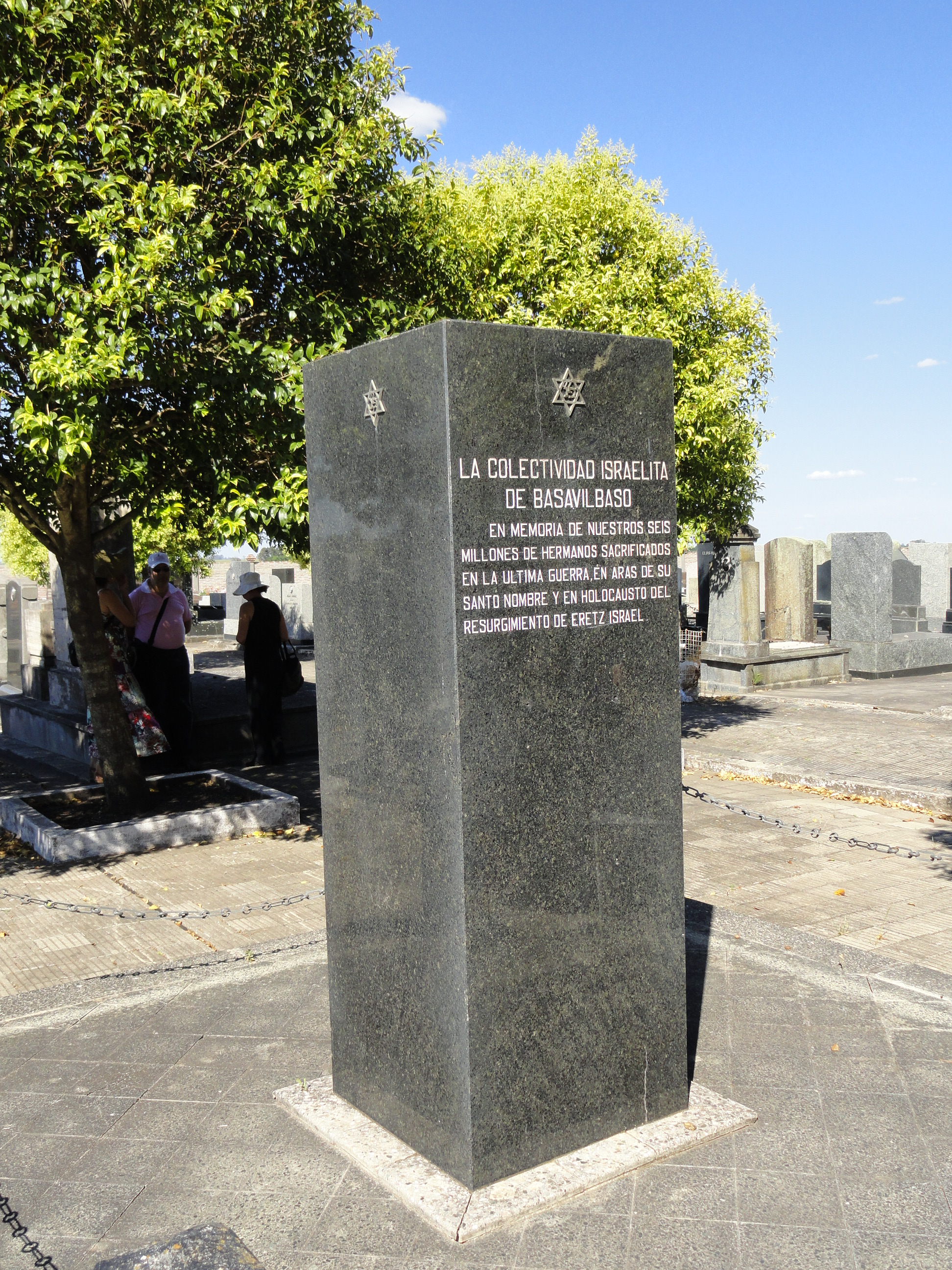
Mémorial pour les six millions de Juifs ayant péri durant la Shoah
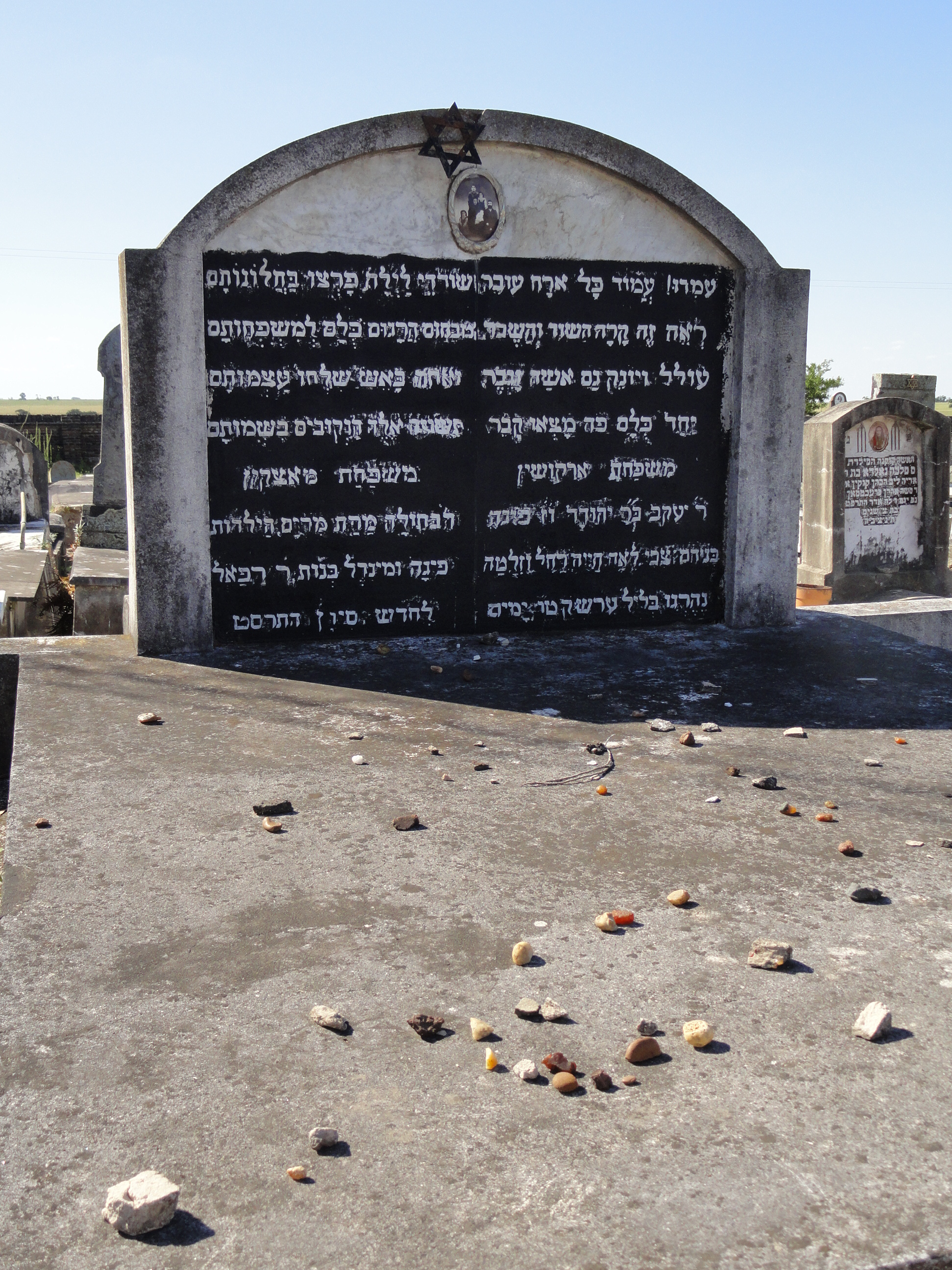
Tombe collective de la famille Arcushin assassinée par un peon
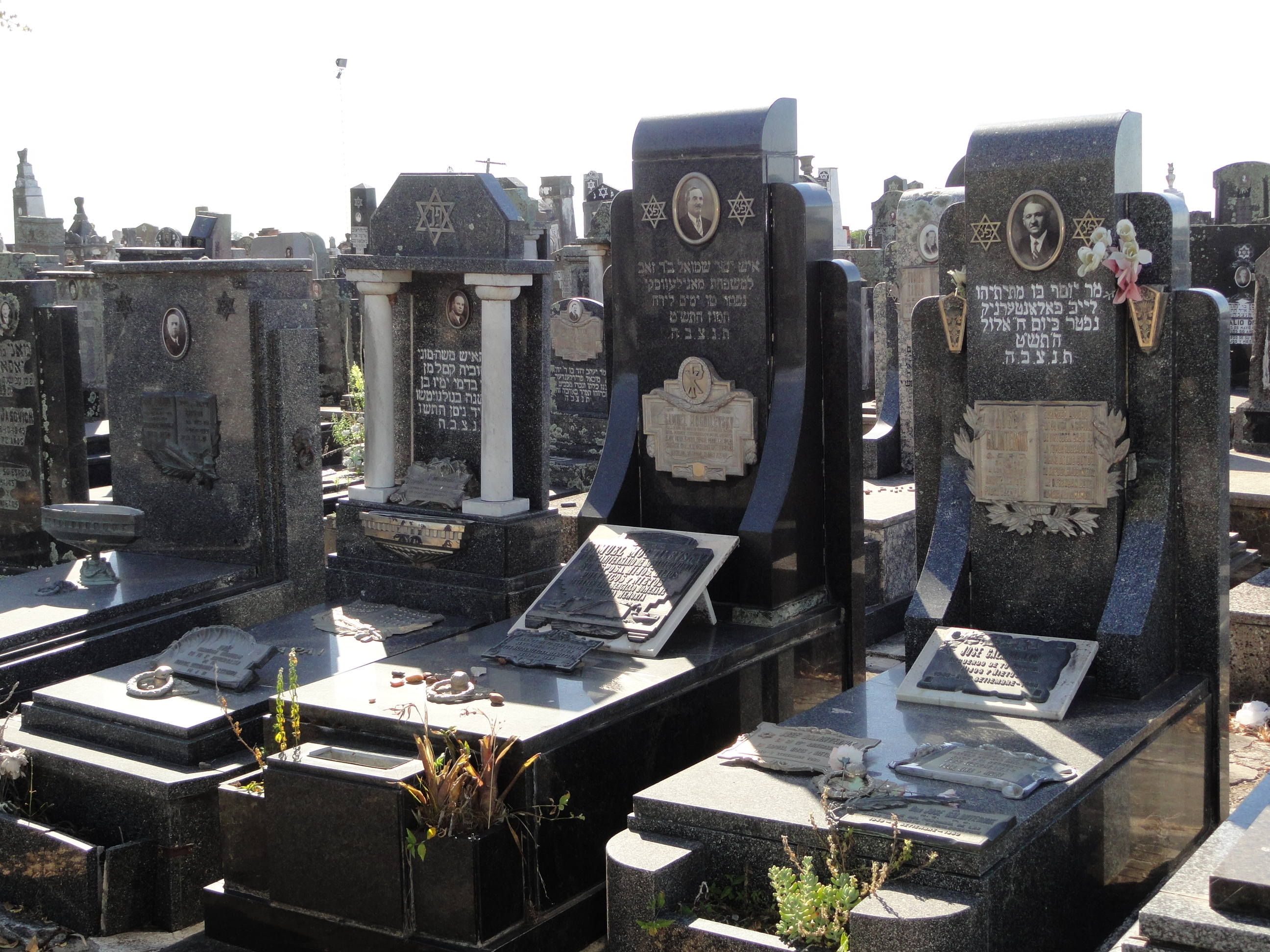
Tombe de riches bourgeois juifs
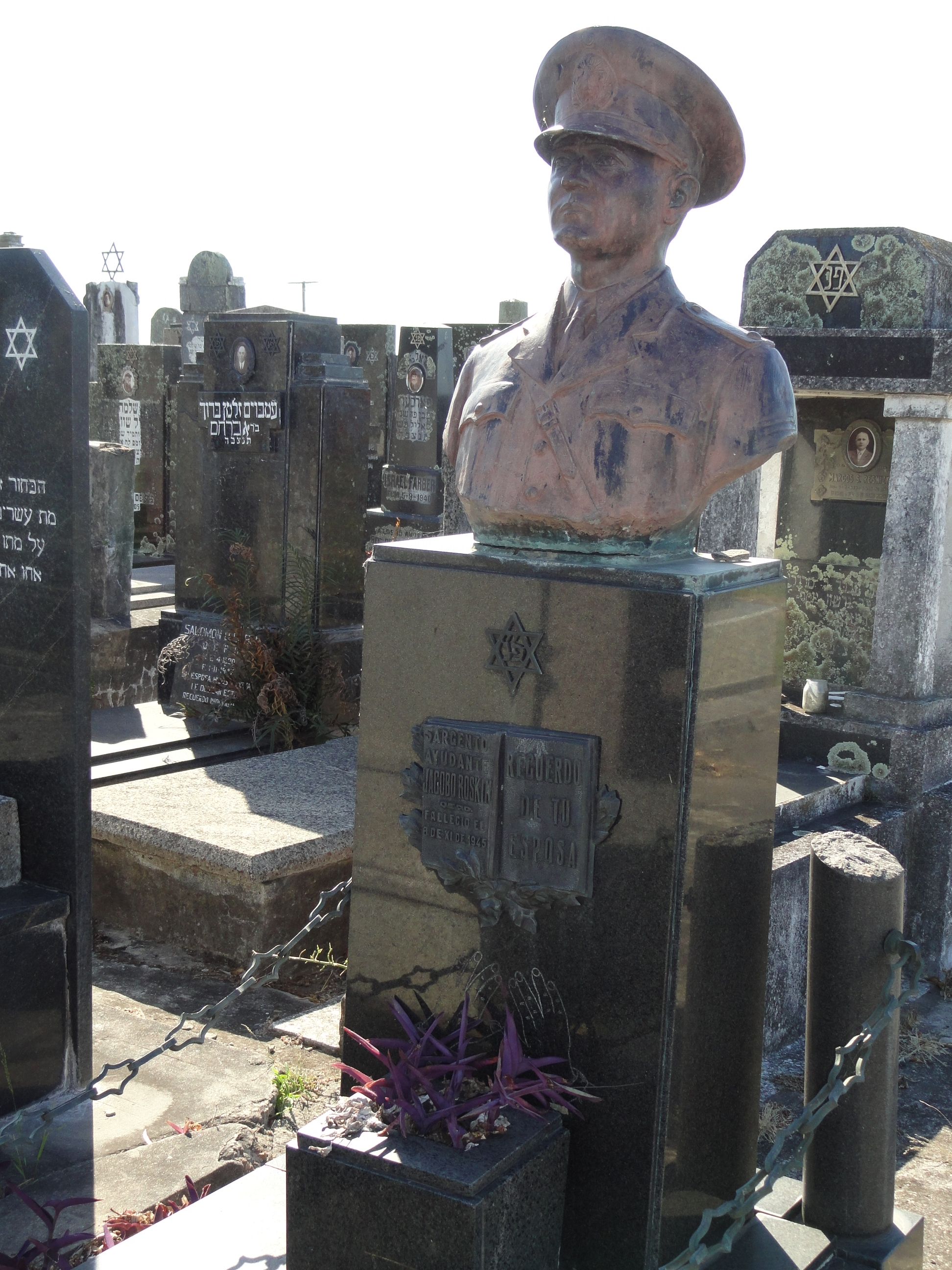
Tombe du sergent Roskin, représenté en uniforme prussien de l'armée argentine